# Погореловское сельское поселение (Белгородская область)
Погоре́ловское се́льское поселе́ние — муниципальное образование в Корочанском районе Белгородской области.
Административный центр — село Погореловка.

## География
Муниципалитет примыкает к западной окраине города Короча, административного центра района.
Характерные черты рельефа местности определяются его расположением в пределах Среднерусской возвышенности. Основными формами рельефа являются междуречные плато, речные долины, поймы, балки и овраги.
Климат, как и во всем Корочанском районе, умеренно-континентальный: зима с частыми оттепелями, лето теплое со значительными осадками. Район обладает богатыми ресурсами тепла. Продолжительности безморозного периода 163 дня. Средняя температура января -8-9 градусов Цельсия, средний из абсолютных минимумов составляет -26-28 °C, в наиболее холодные зимы температура падает до -36-38 °C. Летом наблюдается повышение температуры до +40 +43 °C.

## История
Погореловское сельское поселение образовано 20 декабря 2004 года в соответствии с Законом Белгородской области № 159.

## Население
| 2010  | 2011  | 2012  | 2013  | 2014  | 2015  | 2016  | 2017  | 2018  |
| ----- | ----- | ----- | ----- | ----- | ----- | ----- | ----- | ----- |
| 2963  | ↘2958 | ↘2922 | ↗2923 | ↗2939 | ↗2953 | ↗2981 | ↘2973 | ↗2975 |
| 2019  | 2020  | 2021  |       |       |       |       |       |       |
| ↘2946 | ↘2922 | ↘2880 |       |       |       |       |       |       |

## Состав сельского поселения
| № | Населённый пункт | Тип населённого пункта       | Население |
| - | ---------------- | ---------------------------- | --------- |
| 1 | Погореловка      | село, административный центр | ↗2218     |
| 2 | Погорелый        | хутор                        | ↘144      |
| 3 | Подкопаевка      | село                         | ↗601      |